# Burren

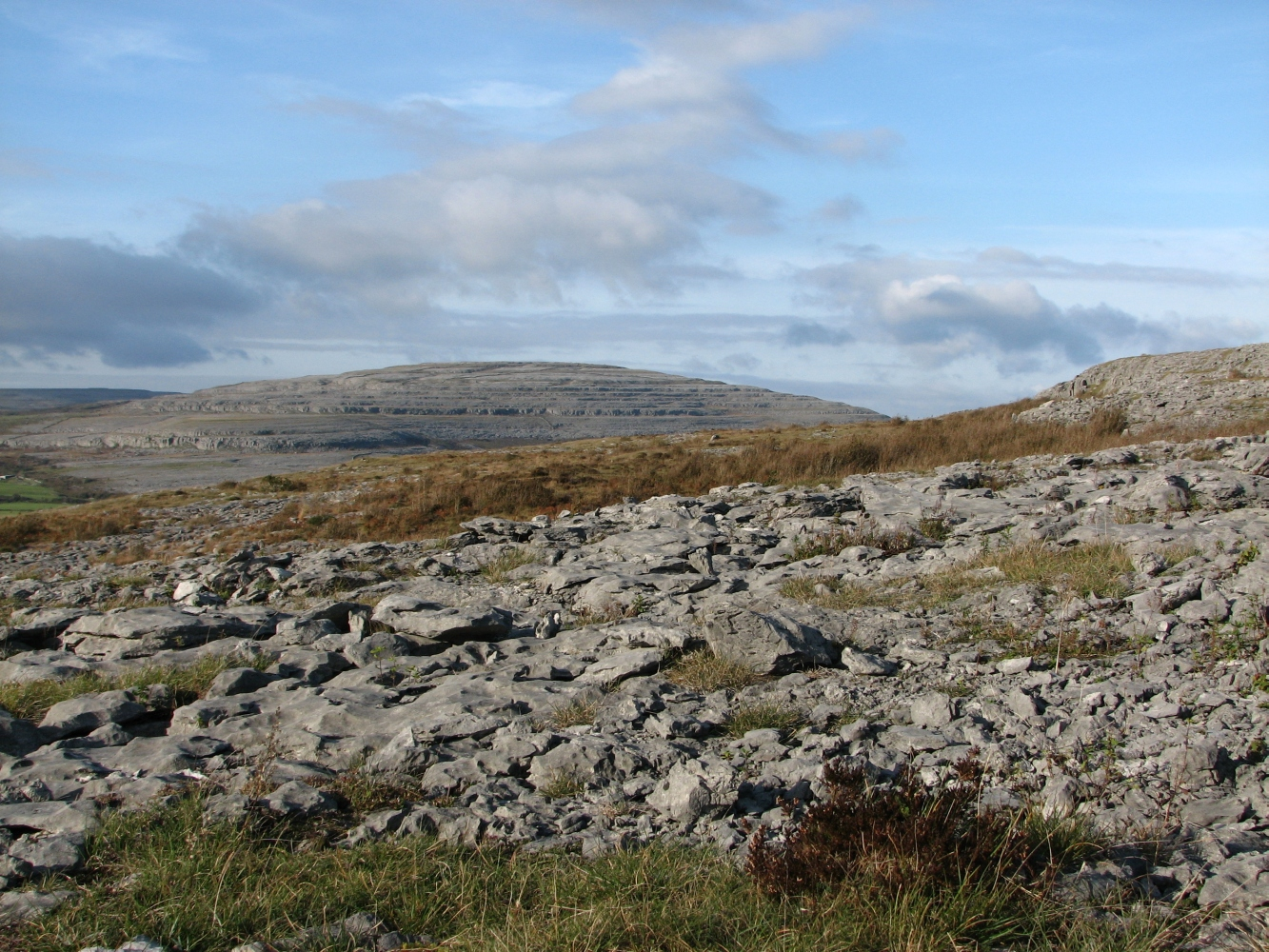
Malowniczy charakter krajobrazu Burren uczynił tę ubogą przez wieki krainę miejscem chętnie odwiedzanym przez turystów

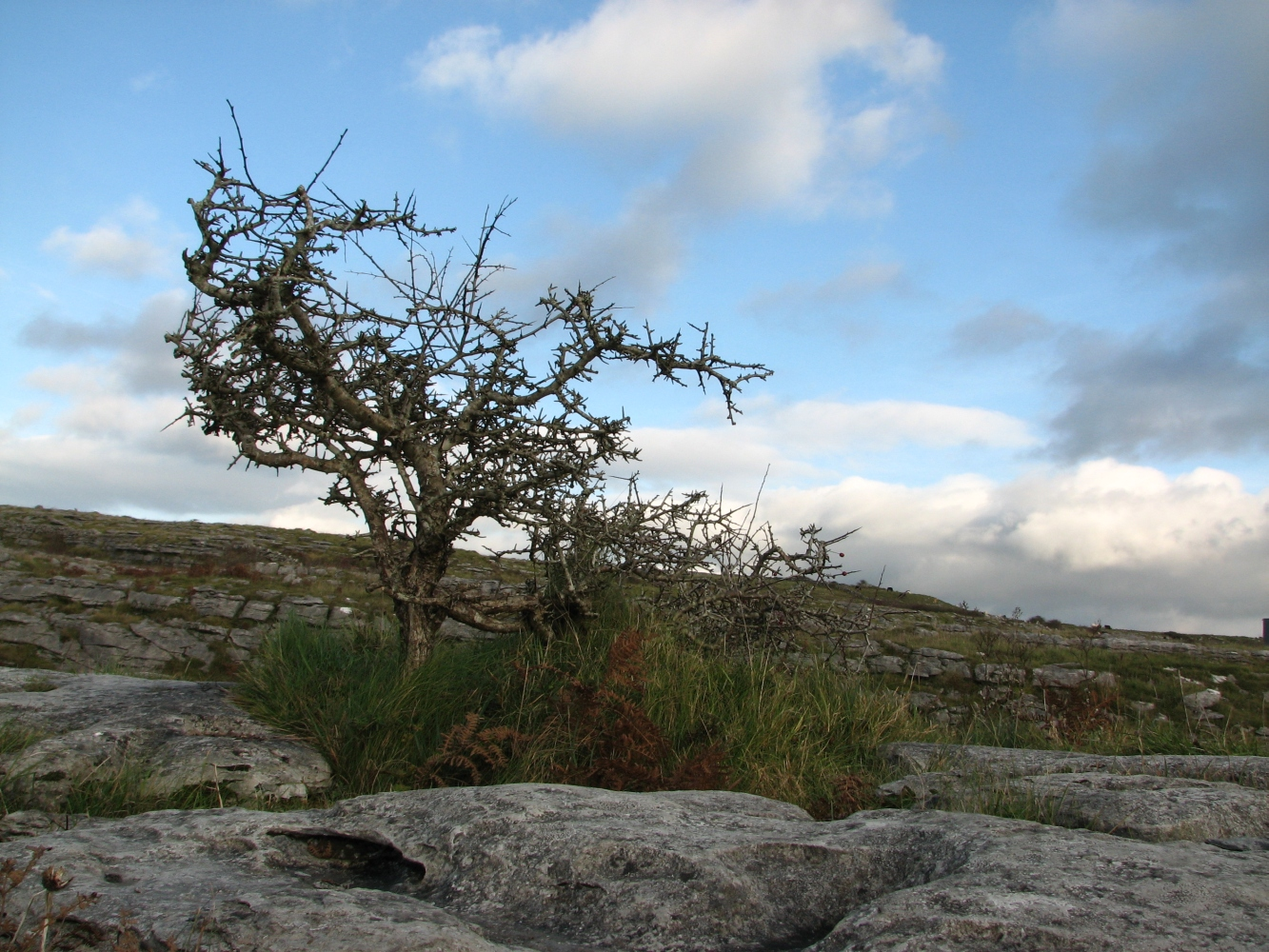
Ze względu na brak gleby i silne wiatry wiejące znad Atlantyku drzewa są rzadkością w krajobrazie Burren

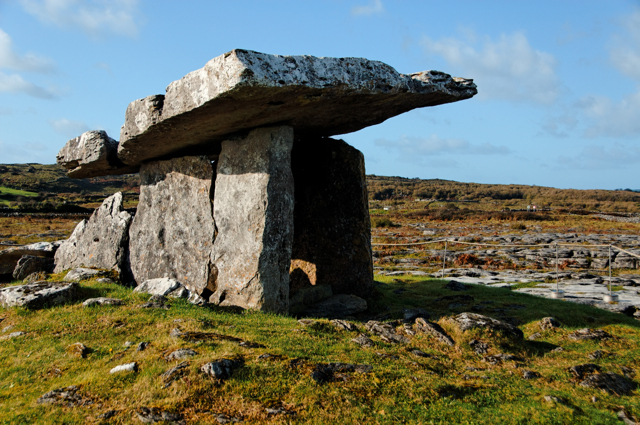
Dolmen Poulnabrone jest jednym z najbardziej znanych stanowisk prehistorycznych w Irlandii

Burren (The Burren, irl. Boireann, Boirinn) – płaskowyż w północno-zachodniej części hr. Clare (zachodnia Irlandia) zbudowany z ilastych łupków i wapienia, znany z unikatowego krajobrazu krasowego. Gaelicka nazwa Boireann oznacza po prostu „skalistą ziemię”. Płaskowyż ma powierzchnię ok. 260 km², obszar wyznaczają miejscowości Ballyvaughan, Kinvara, Tubber, Corofin, Kilfenora i Lisdoonvarna; zachodnią i północną granicę stanowią Ocean Atlantycki i Zatoka Galway. Jest to obszar niemalże bezludny, a większe miejscowości znajdują się głównie na krańcach krainy. Mimo tego płaskowyż usiany jest śladami osadnictwa ludzkiego nawet sprzed 3800 r. p.n.e.
W 2010 roku płaskowyż został wpisany na irlandzką listę informacyjną UNESCO – listę obiektów, które Irlandia zamierza rozpatrzyć do zgłoszenia do wpisu na listę światowego dziedzictwa UNESCO.

## Opis
Burren tak opisywał XVII-wieczny adiutant zdobywcy Irlandii, Olivera Cromwella:
„Brakuje tutaj drzew, żeby człowieka powiesić, brakuje tutaj wody żeby człowieka utopić, brakuje tutaj ziemi żeby człowieka pochować”.
Na płaskowyżu znajdują się połacie płyt wapiennych poprzeplatane pastwiskami i płytkimi, często okresowymi jeziorami. Nie ma tam drzew, za to bardzo dobrze utrzymują się rośliny niskopienne. Flora regionu jest unikatowa: rosną tu gatunki zarówno arktyczne jak i charakterystyczne dla klimatu śródziemnomorskiego, m.in. liczne storczyki, paprocie, skalnice czy geranium. Różnorodna roślinność zielna tworzy dogodne środowisko dla specyficznych gatunków zwierząt – Burren jest największym w Irlandii siedliskiem motyli, jak również wielu okazów ptaków (m.in. świstun, siewka złota czy błotniak zbożowy). Obfite i całoroczne opady od tysięcy lat rzeźbią powierzchnię wapiennych bloków tworząc głębokie szczeliny, rumowiska głazów i liczne jaskinie. Znajduje się tu udostępniona turystom jaskinia Aillwee ze szczątkami zwierząt, m.in. niedźwiedzia brunatnego. Natomiast w jaskini Pol an Ionain znajduje się jeden z najdłuższych w Europie stalaktytów, który ma 7,3 m długości. Niedaleko znajdują się Klify Moher, które opadają do Atlantyku 200-metrową pionową ścianą.

### Stanowiska archeologiczne i zabytki
W Burren znajduje się wiele grobowców klinowych, dolmenów, fortów kamiennych i innych obiektów historycznych. Najstarsze z nich pochodzą sprzed 2–3 tys. lat p.n.e. Najsłynniejszym z dolmenów jest Poulnabrone, w którym odnaleziono szczątki 33 osób sprzed prawie 6 tys. lat. 
Ponadto XVI-wieczny znajdują się tu: zamek Newtown, port Doolin, fort Caherconnel czy kamienny kopiec grobowy Poulawack Cairn, w którym pochowano 4 osoby żyjące ok. 3400 lat p.n.e.

## Przypisy

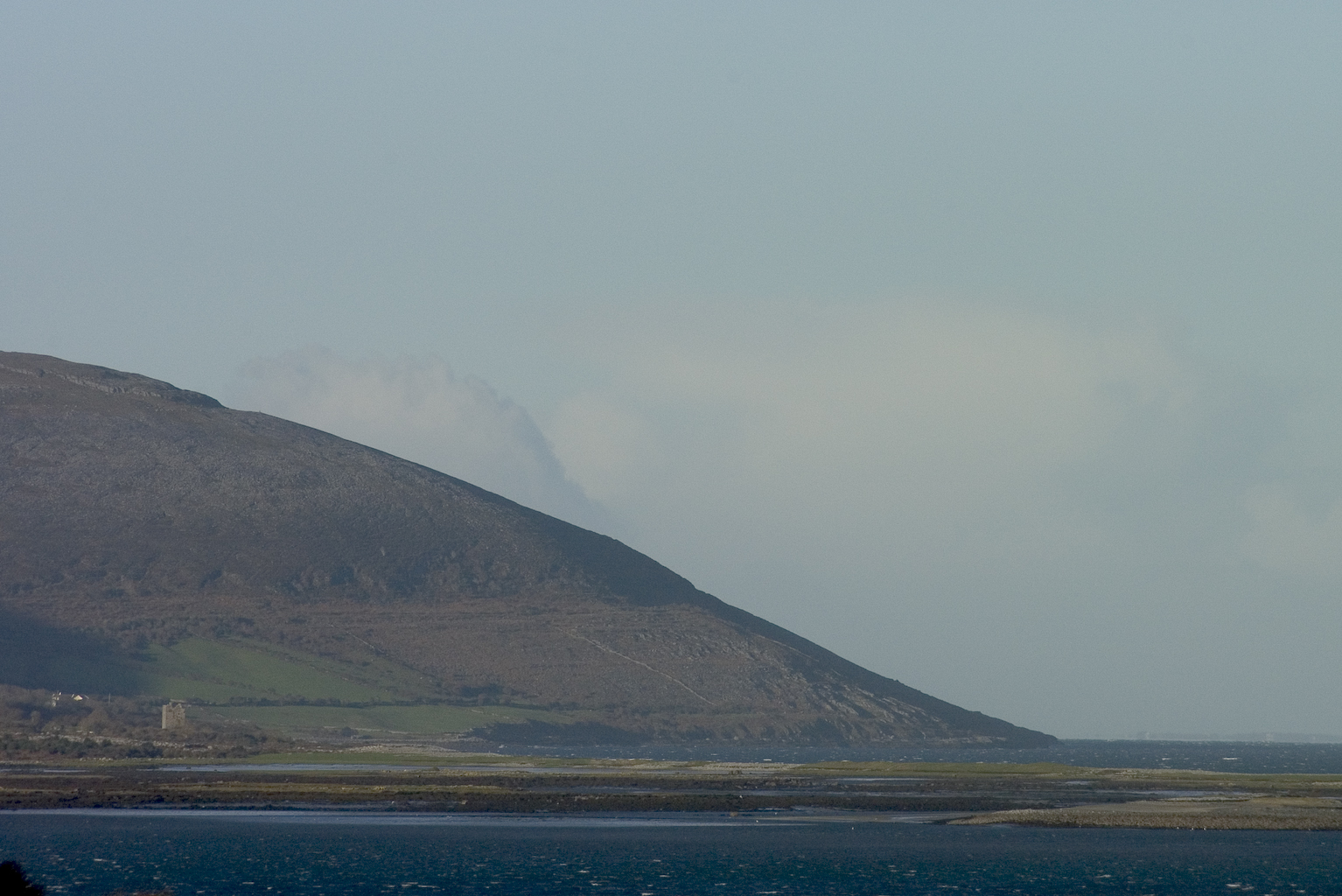
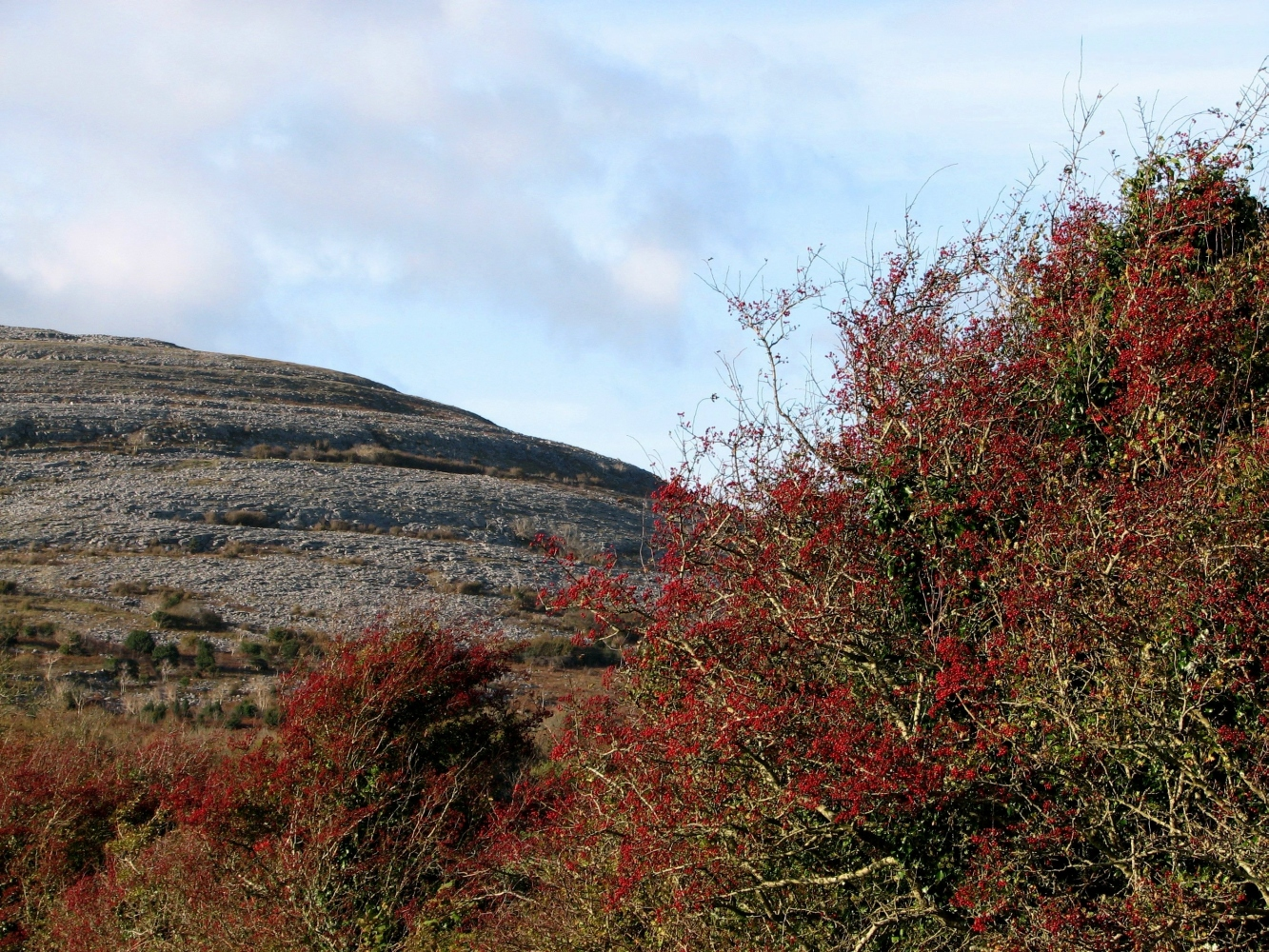
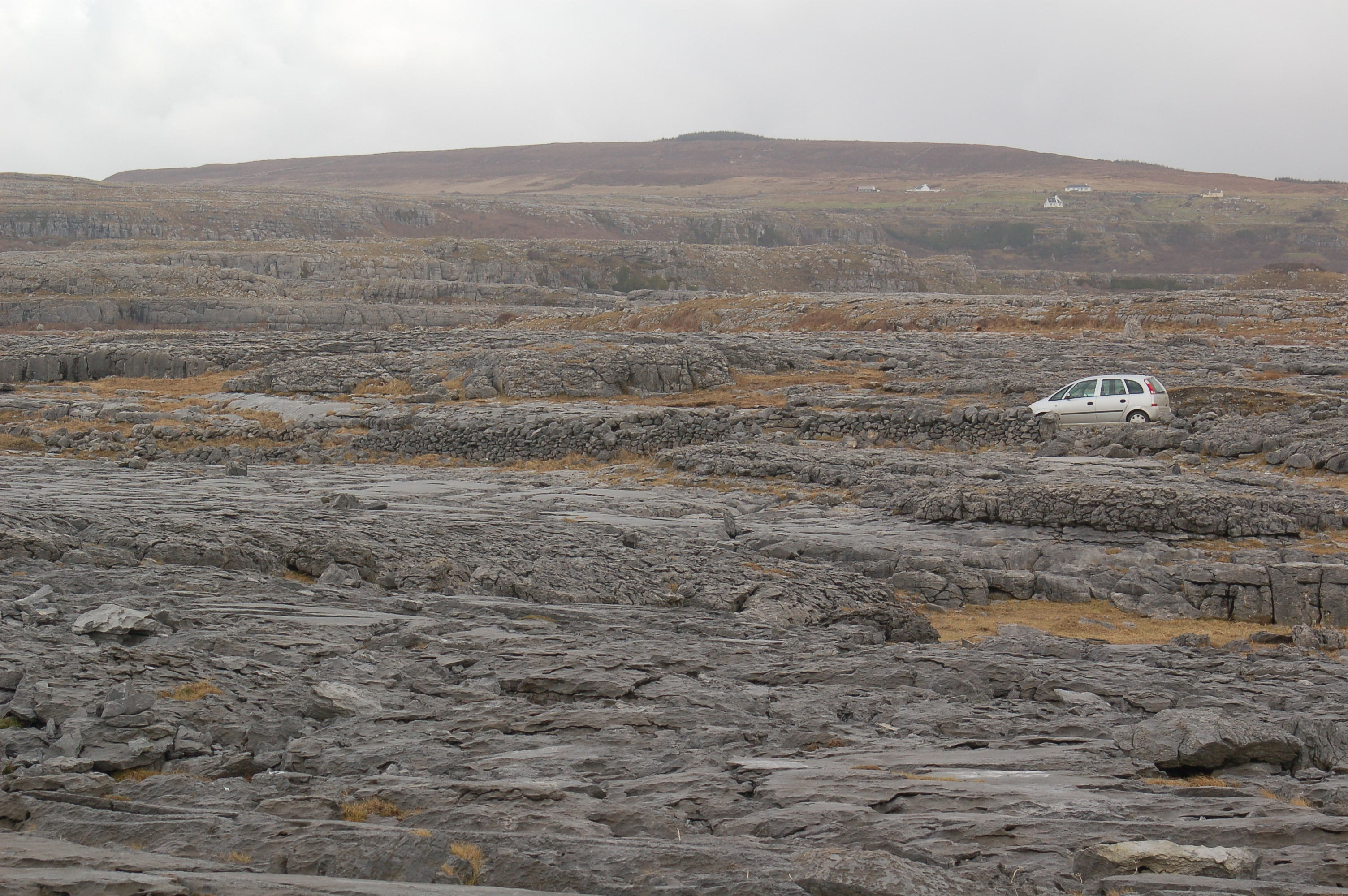
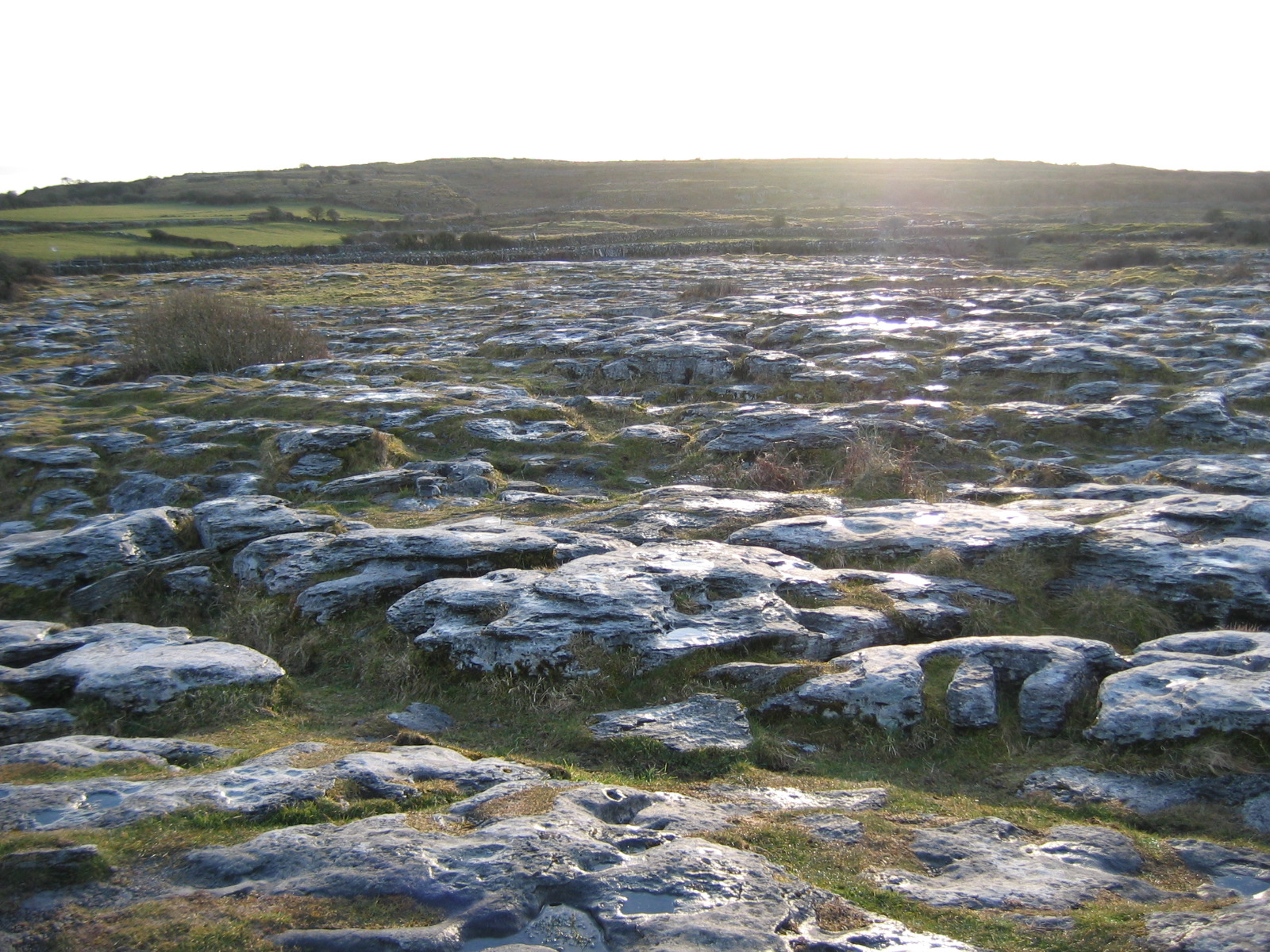